# Lutrochus arizonicus
Lutrochus arizonicus is een keversoort uit de familie Lutrochidae. De wetenschappelijke naam van de soort is voor het eerst geldig gepubliceerd in 1970 door Brown & Murvosh.